# Ferme de Neuville-Saint-Jean
La ferme de Neuville-Saint-Jean est une ferme située à Launoy, en France.

## Description
Neuville Saint Jean est un lieu-dit appartenant à la commune de Launoy dans l'Aisne. C'est une ferme bâtie au XIIe siècle par des moines de l'Abbaye Saint-Jean-des-Vignes à Soissons. Neuville veut dire « nouvelle ferme » et Saint Jean montre l'appartenance de cette ferme à Saint Jean des Vignes.

## Localisation
La ferme est située sur la commune de Launoy, dans le département de l'Aisne.

## Historique
Le monument est classé au titre des monuments historiques en 1995.